# Binghamton Rangers
Binghamton Rangers byl profesionální americký klub ledního hokeje, který sídlil v Binghamtonu ve státě New York. Své domácí zápasy hráli v tamní aréně Broome County Veterans Memorial Arena. Klub hrál v soutěži od roku 1990, kdy v ní nahradil celek Binghamton Whaler.
Binghamton Rangers byl založeny v roce 1990 jako nástupce Binghamton Whalers. Za sedm let své existence dosáhl playoff šestkrát, čtyřikrát byli poraženi ve druhém kole. V prvních třech sezónách hráli playoff pokaždé ve druhém kole proti Rochester Americans, pokaždé byli vyřazeni. V páté sezoně opět narazili v playoff na Rochester Americans a postoupili do druhého kola. Po přemístění Hartford Whalers v National Hockey League a jeho přejmenování v roce 1997 na Carolina Hurricanes byl Binghamton Rangers přesídlen do Hartfordu, Connecticutu. Vznikl nový klub Hartford Wolf Pack.

## Úspěchy klubu
- Vítěz základní části – 1x (1992/93)
- Vítěz divize – 4x (1991/92, 1992/93, 1994/95 a 1995/96)

## Výsledky

### Základní část
Zdroj: 
| Sezona  | Zápasy | Výhry | Prohry | Prohry(pr.) | Prohry(s.n.) | Body | Góly vstřelené | Góly inkasované | Umístění v divizi |
| ------- | ------ | ----- | ------ | ----------- | ------------ | ---- | -------------- | --------------- | ----------------- |
| 1990–91 | 80     | 44    | 30     | 6           | —            | 94   | 318            | 274             | 2. Jižní divize   |
| 1991–92 | 80     | 41    | 30     | 9           | —            | 91   | 318            | 277             | 1. Jižní divize   |
| 1992–93 | 80     | 57    | 13     | 10          | —            | 124  | 392            | 246             | 1. Jižní divize   |
| 1993–94 | 80     | 33    | 38     | 9           | —            | 75   | 312            | 322             | 5. Jižní divize   |
| 1994–95 | 80     | 43    | 30     | 7           | —            | 93   | 302            | 261             | 1. Jižní divize   |
| 1995–96 | 80     | 39    | 31     | 7           | 3            | 88   | 333            | 331             | 1. Jižní divize   |
| 1996–97 | 80     | 27    | 38     | 13          | 2            | 69   | 245            | 300             | 5. v Empire State |

### Play-off
Zdroj: 
| Sezona  | 1. kolo                    | 2. kolo                    | Finále konference          | Finále Calder Cupu         |
| ------- | -------------------------- | -------------------------- | -------------------------- | -------------------------- |
| 1990–91 | postup, 4–2, Baltimore     | porážka, 0–4, Rochester    | —                          | —                          |
| 1991–92 | postup, 4–0, Utica         | porážka, 3–4, Rochester    | —                          | —                          |
| 1992–93 | postup, 4–3, Baltimore     | porážka, 3–4, Rochester    | —                          | —                          |
| 1993–94 | mužstvo se nekvalifikovalo | mužstvo se nekvalifikovalo | mužstvo se nekvalifikovalo | mužstvo se nekvalifikovalo |
| 1994–95 | postup, 4–1, Rochester     | porážka, 2–4, Cornwall     | —                          | —                          |
| 1995–96 | porážka, 1–3, Syracuse     | —                          | —                          | —                          |
| 1996–97 | porážka, 1–3, St. John's   | —                          | —                          | —                          |

## Klubové rekordy

### Za sezonu
Góly: 54, Don Biggs (1992/93)
Asistence: 84, Don Biggs (1992/93)
Body: 138, Don Biggs (1992/93)
Trestné minuty: 361, Peter Fiorentino (1990/91)
Průměr obdržených branek: 2.79, Corey Hirsch (1992/93)
Procento úspěšnosti zákroků: 90.4, Jean-Francois Labbe (1992/93)

### Celkové
Góly: 95, Jean-Yves Roy
Asistence: 146, Craig Duncanson
Body: 227, Craig Duncanson
Trestné minuty: 1581, Peter Fiorentino
Odehrané zápasy: 386, Peter Fiorentino
Vychytaná vítězství: 71, Corey Hirsch
Čistá konta: 1, Dan Cloutier